# Josep Subirats i Samora
Josep Subirats Samora (Barcelona, 26 de febrer de 1914-26 de febrer de 1997) fou un dibuixant català nascut al barri de Gràcia de Barcelona.
Va estudiar a Belles Arts entre 1926 i 1934 amb Ramon Calsina i Fèlix Mestres. A partir de 1932 és membre de l'Associació de Cartellistes i el 1936 treballa al Sindicat de Dibuixants i passa a formar part del grup de dibuixants del PSUC del qual comparteix la direcció amb Martí Bas. D'aquesta època són coneguts alguns dels seus cartells, com el que du per títol Camperol. Col·labora amb Tísner, Antoni Clavé i altres cartellistes de l'època. Mobilitzat el 1937 al Front d'Aragó, passa a França a començaments de 1939 i és internat als Camps de concentració francesos d'El Barcarès, Argelers i Camp de Mart de Perpinyà. En tornar a Catalunya fou internat en els camps franquistes de Figueres i Reus i després incorporat als batallons disciplinaris obligats a treballs forçats. Retorna a Barcelona als inicis de la dècada de 1940 on treballà sobre la Barcelona marginal dels barris del Somorrostro i del Bogatell, però el seu treball no fou ben acollit i es dedicà a treballar com a dibuixant publicitari.